# Christo Kolew
Christo Kolew (bułg. Христо Колев, ur. 21 września 1964 w Płowdiwie) – piłkarz bułgarski grający na pozycji pomocnika. W swojej karierze rozegrał 21 meczów w reprezentacji Bułgarii i strzelił w nich 7 goli.

## Kariera klubowa
Karierę piłkarską Kolew rozpoczynał w klubie Łokomotiw Płowdiw. W 1981 roku awansował do kadry pierwszej drużyny i w sezonie 1981/1982 zadebiutował w jego barwach w drugiej lidze bułgarskiej. W 1983 roku awansował z Łokomotiwem do pierwszej ligi. W sezonie 1984/1985 znów grał w drugiej lidze, a w latach 1985–1988 - w pierwszej.
W 1988 roku Kolew przeszedł do greckiego klubu Panathinaikos AO z Aten. W sezonie 1988/1989 zdobył z nim Puchar Grecji, a w sezonie 1989/1990 wywalczył mistrzostwo Grecji. Latem 1990 przeszedł do drugoligowego Athinaikosu, z którym w 1991 roku awansował do pierwszej ligi. W latach 1992–1996 grał w Edessaikosie.
W 1996 roku Kolew wrócił do Bułgarii. Od wiosny 1996 do lata 1997 występował w Lewskim Sofia. W barwach Lewskiego zakończył karierę piłkarską.
| Sezon   | Klub              | Kraj     | Rozgrywki     | Mecze | Bramki |
| ------- | ----------------- | -------- | ------------- | ----- | ------ |
| 1981/82 | Łokomotiw Płowdiw | Bułgaria | II. liga      | ?     | ?      |
| 1982/83 | Łokomotiw Płowdiw | Bułgaria | II. liga      | ?     | ?      |
| 1983/84 | Łokomotiw Płowdiw | Bułgaria | A PFG         | ?     | ?      |
| 1984/85 | Łokomotiw Płowdiw | Bułgaria | II. liga      | ?     | ?      |
| 1985/86 | Łokomotiw Płowdiw | Bułgaria | A PFG         | ?     | ?      |
| 1986/87 | Łokomotiw Płowdiw | Bułgaria | A PFG         | ?     | ?      |
| 1987/88 | Łokomotiw Płowdiw | Bułgaria | A PFG         | ?     | ?      |
| 1988/89 | Panathinaikos AO  | Grecja   | Alpha Ethniki | 11    | 1      |
| 1989/90 | Panathinaikos AO  | Grecja   | Alpha Ethniki | 24    | 10     |
| 1990/91 | Athinaikos AS     | Grecja   | Beta Ethniki  | ?     | ?      |
| 1991/92 | Athinaikos AS     | Grecja   | Alpha Ethniki | 16    | 4      |
| 1992/93 | Edessaikos        | Grecja   | Alpha Ethniki | 23    | 8      |
| 1993/94 | Edessaikos        | Grecja   | Alpha Ethniki | 27    | 7      |
| 1994/95 | Edessaikos        | Grecja   | Alpha Ethniki | 28    | 6      |
| 1995/96 | Edessaikos        | Grecja   | Alpha Ethniki | 26    | 5      |
| 1995/96 | Lewski Sofia      | Bułgaria | A PFG         | 6     | 0      |
| 1996/97 | Lewski Sofia      | Bułgaria | A PFG         | 6     | 0      |

## Kariera reprezentacyjna
W reprezentacji Bułgarii Kolew zadebiutował 27 sierpnia 1985 roku w zremisowanym 1:1 meczu Los Angeles Nations Cup 1985 z Meksykiem, w którym zdobył gola. W 1986 roku został powołany przez selekcjonera Iwana Wucowa do kadry na Mistrzostwa Świata 1986. Na tym turnieju był rezerwowym i nie rozegrał żadnego meczu. Od 1985 do 1991 roku rozegrał w kadrze narodowej 21 meczów i strzelił w nich 7 goli.
| Mecze i gole w reprezentacji | Mecze i gole w reprezentacji | Mecze i gole w reprezentacji   | Mecze i gole w reprezentacji | Mecze i gole w reprezentacji | Mecze i gole w reprezentacji | Mecze i gole w reprezentacji |
| #                            | Data                         | Stadion                        | Rywal                        | Wynik                        | Gol                          | Rozgrywki                    |
| 1985                         | 1985                         | 1985                           | 1985                         | 1985                         | 1985                         | 1985                         |
| ---------------------------- | ---------------------------- | ------------------------------ | ---------------------------- | ---------------------------- | ---------------------------- | ---------------------------- |
| 1.                           | 27.08.1985                   | Los Angeles, Stany Zjednoczone | Meksyk                       | 1:1                          | 1                            | Los Angeles Nations Cup 1985 |
| 2.                           | 04.09.1985                   | Heerenveen, Holandia           | Holandia                     | 0:1                          | 0                            | towarzyski                   |
| 3.                           | 25.09.1985                   | Luksemburg, Luksemburg         | Luksemburg                   | 3:1                          | 0                            | el. MŚ 1986                  |
| 4.                           | 16.10.1985                   | Saloniki, Grecja               | Grecja                       | 1:0                          | 0                            | towarzyski                   |
| 5.                           | 30.10.1985                   | Pecz, Węgry                    | Węgry                        | 1:3                          | 1                            | towarzyski                   |
| 6.                           | 16.11.1985                   | Karl-Marx-Stadt, NRD           | NRD                          | 1:2                          | 0                            | el. MŚ 1986                  |
| 7.                           | 18.12.1985                   | Walencja, Hiszpania            | Hiszpania                    | 0:2                          | 0                            | towarzyski                   |
| 1986                         |                              |                                |                              |                              |                              |                              |
| 8.                           | 10.09.1986                   | Glasgow, Szkocja               | Szkocja                      | 0:0                          | 0                            | el. ME 1988                  |
| 9.                           | 29.10.1986                   | Tunis, Tunezja                 | Tunezja                      | 3:3                          | 0                            | towarzyski                   |
| 10.                          | 19.11.1986                   | Bruksela, Belgia               | Belgia                       | 1:1                          | 0                            | el. ME 1988                  |
| 1987                         |                              |                                |                              |                              |                              |                              |
| 11.                          | 01.04.1987                   | Sofia, Bułgaria                | Irlandia                     | 2:1                          | 0                            | el. ME 1988                  |
| 12.                          | 30.04.1987                   | Luksemburg, Luksemburg         | Luksemburg                   | 4:1                          | 1                            | el. ME 1988                  |
| 13.                          | 20.05.1987                   | Sofia, Bułgaria                | Luksemburg                   | 3:0                          | 1                            | el. ME 1988                  |
| 1988                         |                              |                                |                              |                              |                              |                              |
| 14.                          | 21.01.1988                   | Doha, Katar                    | Katar                        | 3:2                          | 0                            | towarzyski                   |
| 15.                          | 23.01.1988                   | Dubaj, ZEA                     | Zjednoczone Emiraty Arabskie | 3:0                          | 1                            | towarzyski                   |
| 16.                          | 27.01.1988                   | Dubaj, ZEA                     | Zjednoczone Emiraty Arabskie | 3:1                          | 1                            | towarzyski                   |
| 17.                          | 03.02.1988                   | Kair, Egipt                    | Egipt                        | 0:1                          | 0                            | towarzyski                   |
| 18.                          | 23.03.1988                   | Sofia, Bułgaria                | Czechosłowacja               | 0:2                          | 0                            | towarzyski                   |
| 19.                          | 24.05.1988                   | Rotterdam, Holandia            | Holandia                     | 2:1                          | 0                            | towarzyski                   |
| 20.                          | 19.10.1988                   | Sofia, Bułgaria                | Rumunia                      | 1:3                          | 1                            | el. MŚ 1990                  |
| 1991                         |                              |                                |                              |                              |                              |                              |
| 21.                          | 16.10.1991                   | Sofia, Bułgaria                | San Marino                   | 4:0                          | 0                            | el. ME 1992                  |